# Канонично право
Каноничното право (на латински: jus canonicum), също каноническо право – арх., е набор от норми, приети от църковните власти и съдържащи се в църковните канони, т.е. правила относно устройството на църковните учреждения, взаимоотношенията между Църквата и държавата, както и живота на членовете на Църквата.
Нормите на каноническо право са задължителни за всички членове на християнската църква. Каноническото право се основава на Божия закон, обаче същевременно отчита и взема предвид изискванията на богооткровеното и естественото право по отношение на мястото и времето.